# Cneai=
 (mars 2024).
Le cneai = centre d’art composé, navigué, engagé, abrité, imaginé est un lieu de recherche, de production, de résidence et de diffusion d'art contemporain hébergé à la Cité internationale universitaire de Paris. Le cneai = est dédié à partir de 1997 aux croisements entre recherches théoriques, pratiques artistiques expérimentales et accompagnement des artistes et des publics lors des représentations culturelles.
Le cneai =, anciennement nommer "Centre national de l'estampe et de l'art imprimé", puis "Centre national édition art image", est historiquement lié à l'édition, la micro-édition et à l'image. Le centre d’art possède actuellement trois collections : Yona Friedman, FMRA, Multiples, ainsi qu’une maison d'édition et une Maison Flottante ; un atelier-logement-flottant sur la seine qui est consacrée à la résidence d'artistes et aux rencontres. Elle est amarrée au quai de Seine, à Poses en Normandie.

## Statut et missions

### Premières missions
Le cneai =, association loi de 1901, pensé dès 1993 et baptisé en 1997 « Centre national de l’Estampe et des arts imprimés », puis rebaptisé en 2012 « Centre national édition art image », est situé à partir de 1997 dans une boucle de la Seine au cœur de l’île des Impressionnistes à Chatou, en région parisienne des Yvelines. Il s’implante ensuite aux Magasins Généraux de Pantin entre 2017 et 2020 puis héberge à la Cité internationale universitaire de Paris et à Poses, en Normandie.
Le cneai = est dirigé par Ann Stouvenel depuis 2023. À la suite de la direction de Sylvie Boulanger qui fut directrice depuis son ouverture en 1997. [source secondaire souhaitée]

### Commande publique; la Maison Flottante
En 2006, en vue des dix ans du cneai =, une commande publique du ministère de la Culture est mise en place pour achever le programme initial d’aménagement du centre d’art[source secondaire souhaitée] qui comprenait des ateliers d’artistes. Le plan local d’urbanisme de la Ville de Chatou ne permettant plus de construction, le projet est conçu sur l’eau et nommé la Maison Flottante. Réalisée par Ronan et Erwan Bouroullec, en collaboration avec Denis Daversin et Jean-Marie Finot, la Maison Flottante est un bateau habitable, conçu au Havre et composé d’un logement, d’un atelier et de deux terrasses. Il est mouillé sur les berges de l’île des Impressionnistes et accueille en résidence des artistes, des chercheurs et des écrivains afin de créer des collaborations et des projets voués à la publication.

## Fondation et évolutions du cneai

### Création du centre
Dans les années 1990, émerge la volonté d’élus locaux, régionaux et de quelques passionnés d’art de restaurer la Maison Levanneur, abandonnée et située au sein du Hameau Fournaise, sur l'île des Impressionnistes de Chatou. Lors d’un collocation en octobre 1995 organiser autour du thème « La gravure contemporaine, un état des lieux », à l'École régionale des beaux-arts de Rennes, Yves-Michel Bernard, historien de l’art, lance les principes d'un futur Centre national de la gravure contemporaine qui prendrait place dans cette maison.
En 1996, Sylvie Boulanger est nommée directrice par un jury réuni par le Ministère de la Culture. Le projet connaît son aboutissement et l'inauguration au public est faite le 20 mars 1997 sous le nom de Centre national de l’édition et de l’art imprimé, « conçu à partir et autour de la Maison Levanneur ». Le centre d'art bénéficie dès lors du soutien structurel du ministère de la ville de Chatou, du conseil général des Yvelines et du conseil régional d'Île-de-France. L’ancien bâtiment, aménagé avec des salles d’expositions, un salon vidéo, une salle de conférences et des bureaux administratifs, est complété par une nouvelle construction qui accueille alors un atelier technique équipé d’une presse à taille-douce de très grand format spécialement conçue pour le lieu, ainsi que des presses pour enfant et une réserve.

### Les salons d'édition
En 2004 le cneai= fonde le Salon Light. Un rendez-vous annuel de trois jours consacré à la micro-édition et aux publications d’artistes[réf. nécessaire]. 
Depuis 2015, il organise, avec l’atelier Michael Woolworth, le Salon Multiple Art Days (MAD) à la Maison rouge, fondation Antoine-de-Galbert. Celui-ci réunit une centaine d’éditeurs et de producteurs internationaux présentant un panorama élargi des pratiques éditoriales contemporaines, de l’édition fanzine aux œuvres rares, des multiples, des livres, des films et des disques d’artistes.

### Création de la résidence d'artiste

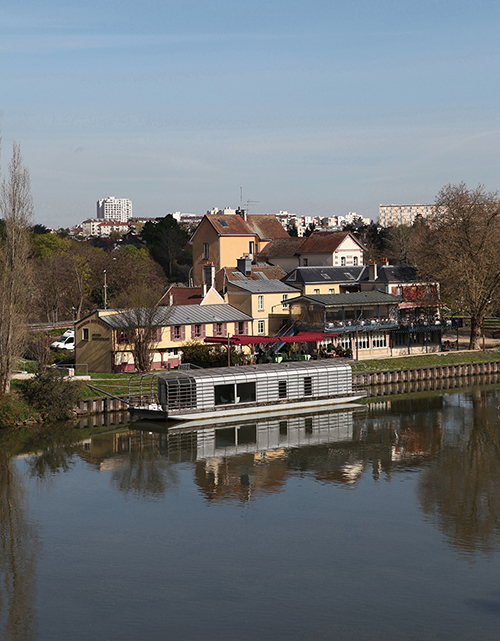
Maison Flottante / cneai =

En 2006, en vue des dix ans du cneai=, une commande publique du ministère de la Culture et de la Communication est mise en place pour achever le programme initial d’aménagement du centre d’art qui comprenait des ateliers d’artistes. Le plan local d'urbanisme de la ville de Chatou ne permettant plus de construction, le projet est conçu sur l’eau et nommé la Maison flottante. Réalisée par Ronan et Erwan Bouroullec avec Denis Daversin et Jean-Marie Finot, la Maison flottante est un bateau habitable conçu au Havre et composé d’un logement, d’un atelier et de deux terrasses. Il est mouillé sur les berges de l’île des Impressionnistes et accueille en résidence des artistes, des chercheurs et des écrivains pour des collaborations de durées variables, dont les projets sont voués à la publication[réf. nécessaire].

### Réhabilitation de la maison Levanneur
En 2011, pendant dix-huit mois, des travaux d’agrandissement et de réhabilitation de la maison Levanneur sont entrepris, financés à parts égales par le conseil régional d’Île-de-France et la direction régionale des Affaires culturelles d’Île-de-France, permit par le conseil général des Yvelines dans le cadre de son « plan exceptionnel d’aide au patrimoine 2007-2010 », en collaboration avec le ville de Chatou et le cneai=. L'aménagement des bâtiments et la conception du mobilier sont confiés aux architectes et designers Élisabeth Lemercier et Philippe Bona (Agence Bona Lemercier). Ces derniers redistribuent les volumes intérieurs du bâtiment et imaginent sous forme de multiples un mobilier modulaire polyvalent, baptisé Original Bipolars Unit (O.B.U.).

### Le cneai = de Paris
Pendant les travaux de 2011, le cneai = est délocalisé dans le 13e arrondissement de Paris, au 20 rue Louise-Weiss et devient le cneai= de Paris. À l’instar de la galerie qui avait initié la communauté artistique de la rue Louise-Weiss ; la galerie Air de Paris. Ceci permet au centre de tester de petits formats hebdomadaires d’expositions. De jeunes artistes sont invités à expérimenter des accrochages d’œuvres différents, à inviter d’autres artistes, à imaginer des correspondances entre œuvres de divers médias[source insuffisante].

### Une nouvelle forme de programmation
Le 29 septembre 2012, le cneai =, depuis rebaptisé « Centre national édition art image », voit ses locaux rénovés. La nouvelle programmation saisonnière s’organise autour d’expositions, d'ateliers et de rencontres (dits « points de vue »), proposés par des contributeurs de fonds variés ;  chercheurs, artistes, éditeurs, universitaires, écoles d’art, etc.,,,,.

### Le cneai = à Pantin
En septembre 2017, le cneai = emménage à Pantin dans le bâtiment rénové des Magasins Généraux. L'ancien bâtiment industriel datant des années 1930, situé au bord du canal de l’Ourcq, fut reconverti par l’architecte Frédéric Jung en 2016. Il abrite également l'agence de publicité BETC. Dans ce cadre, le cneai= inaugure un nouveau programme de création, de transmission et de recherche à la fois inscrit dans le territoire local et dans le contexte du Grand Paris en concrétisant des partenariats avec des associations et des écoles de la ville.

### Le cneai = à la Cité internationale universitaire de Paris
Depuis 2021, le cneai = a déménagé ses bureaux à la Cité internationale universitaire de Paris, au sein de la Maison internationale. Cette dernière permet des croisements de regards en provenance du monde entier, reflet d'un monde riche de sa complexité. L'hospitalité et l'expérience y sont fondatrices. Le cneai = s'y réinvente en archipel, réseau de lieux, comme autant de comptoirs permanents ou temporaires, à l'image de zones mutualisées ou pirates, d'endroits d'expérimentation ou de mise à distance. Cet archipel se décline selon plusieurs Maisons.

## Maison Flottante
La Maison flottante est un bateau à fond plat habitable, amarrée à Poses, dans l'Eure (département).

## Collections
Depuis 1997, en relation avec le programme d'expositions, les éditions et multiples produits au cneai = par les artistes constituent la collection Multiple. Un fonds de publications d'artistes a ensuite été créé en 2000, sous le nom de collection FMRA.

### Collection Multiples
La Collection Multiples est composée de plus de 2500 œuvres originales et multiples éditées par le cneai = et créées par les artistes invités : gravures, sérigraphies, tirages numériques et objets.
Cette collection, composée de plus de 2500 œuvres originales et multiples éditées par le cneai =, est la trace des activités de production du centre d’art. Les œuvres ont été conçues et produites à l’occasion des résidences d’artistes au cneai = depuis 1997.

### Collection FMRA
La collection FMRA accueille plus de 11,000 éphéméras, multiples et livres d’artistes. Ce fonds est composé de livres, revues et magazines, posters, flyers, stickers, cassettes, dépliants, cartes postales, vinyles, CD, DVD, pages Web, emails, etc., des années 1960 à nos jours.

### Fonds Yona Friedman
Un fonds de maquettes, collages, dessins, d’archives et d’une œuvre à activée - le Musée sans bâtiment - a fait l’objet d’une donation qui constitue aujourd’hui la collection Yona Friedman, conservée au cneai = et en dépôt au Frac Grand Large à Dunkerque.
Yona Friedman est une figure majeure de l’humanisme et de l’auto-planification, réinventant à partir des années 50 l’architecture des villes par une radicalité visionnaire. D’origine hongroise et naturalisé français, l’architecte proposera tout au long de sa vie des dispositifs permettant aux habitants urbains de participer eux-mêmes à la construction et à l’organisation de leurs logements.
La collaboration avec Yona Friedman se traduit par la production de maquettes à l’échelle 1:1 — Ville spatiale suspendue (2007), Iconostase, Musée de rue (2012), Möbianne (2013), Meuble + (2017), Musée sans Bâtiment (2011-...),—, et d’expositions au cneai= (voir ci-dessous la rubrique « Expositions »), ainsi qu'à Paris — Improvisations (musée d'art moderne de la ville de Paris, 2009), Utopies réalisables (École nationale supérieure d'architecture de Paris-La Villette, 2014) —, à Berlin — Handbuch (Motto et Galerie Chert, 2012) — et à São Paulo — Dicionário (Oficina Cultural Oswald de Andrade, 2014). Un fonds de maquettes, collages et dessins a fait l’objet d’une donation qui constitue aujourd'hui la collection Yona Friedman, conservée au cneai=. Ce fonds fait l'objet de prêts à des musées pour expositions, notamment au MAXXI de Rome, au Power Station of Art de Shanghai, à la Cité de l’architecture et du Patrimoine de Paris, au Musée d’Art Moderne de la Ville de Paris, ou encore au Musée d’Art Contemporain Tamayo de Mexico.

## Quelques expositions
- « André Derain en noir et en blanc », exposition inaugurale par Gérard Collin-Thiébaut, du 24-05-1997 au 14-09-1997[23]
- « Une âme en tourment », Glen Baxter, du 11-02-1999 au 11-04-1999[24]
- « L'Œuvre multipliée », Robert Morris, du 17-04-1999 au 20-06-1999[25]
- « Hollywoodland », Elke Krystufek, du 03-01-2000 au 09-04-2000[26]

- « Snowi « Strip » », Édouard Boyer, du 13-02-2005 au 15-05-2005[27]
- « Continuous Project », Bettina Funcke, Wade Guyton, Joseph Logan et Seth Price, du 20-05-2005 au 15-09-2006
- « Djinns », Tatiana Trouvé, du 01-06-2005 au 18-09-2005[28]
- « Cherchez l'auteur », Pierre Leguillon, du 29-01-2006 au 07-05-2006
- « Transmission dérivée », CNEAI Villa Arson Nice, du 18-03-2006 au 04-06-2006[29]
- « Plein soleil, l'été des centres d'art 09 », Parcours DCA, du 27-05-2009 au 27-05-2009[30]
- « Channel TV », un programme vidéo CNEAI, Halle für Kunst, Kunstverein Harburger Bahnhof, Allemagne, du 17-10-2010 au 17-12-2010[31]
- « La connaissance des formes », Christophe Lemaitre, du 29-09-2012 au 10-11-2012[32]
- « Art By Telephone… Recalled », par Sébastien Pluot et Fabien Vallos, du 29-09-2012 au 24-02-2013[33]
- « Pour les chômeurs intellectuels », de Antoine Poncet par Sylvie Boulanger, du 01-03-2013 au 02-06-2013[34]
- « The House of Dust », d'Alison Knowles, par Sylvie Boulanger, Maud Jacquin et Sébastien Pluot, du 09-09-2017 au 19-11-2017[35]

## Publications (liste non exhaustive)
- Ben Kinmont, Thirty-One Works by Ben Kinmont Prospectus 1998-2002, dirigé par Madeleine Noble Goodrich et Christophe Cherix, CNEAI et JRP Edition, Chatou et Genève, 2002.
- Guy de Cointet, A Few Drawings by Guy de Cointet, dirigé par Sylvie Boulanger, CNEAI, galerie Air de Paris, Chatou et Paris, 2006
- Alexandre Périgot, Mon nom est personne, CNEAI et MUCEM[36], 2018 (dont une deuxième exposition au MUCEM en 2020).
- Yona Friedman, Democracia, CNEAI, en partenariat avec les collectifs artistiques casadalapa et Paulestinos, Memorial da resistancia de Sao Paulo, 2019[37].
- Nicholas Vargelis, Mais où est l’infrastructure?, CNEAI, les laboratoires d'Aubervilliers, 2020[38].
- Artistes multiples, The walls, CNEAI et la DRAC Île-de-France, 2022[39]

## Sources et documentation